# Stata Mater

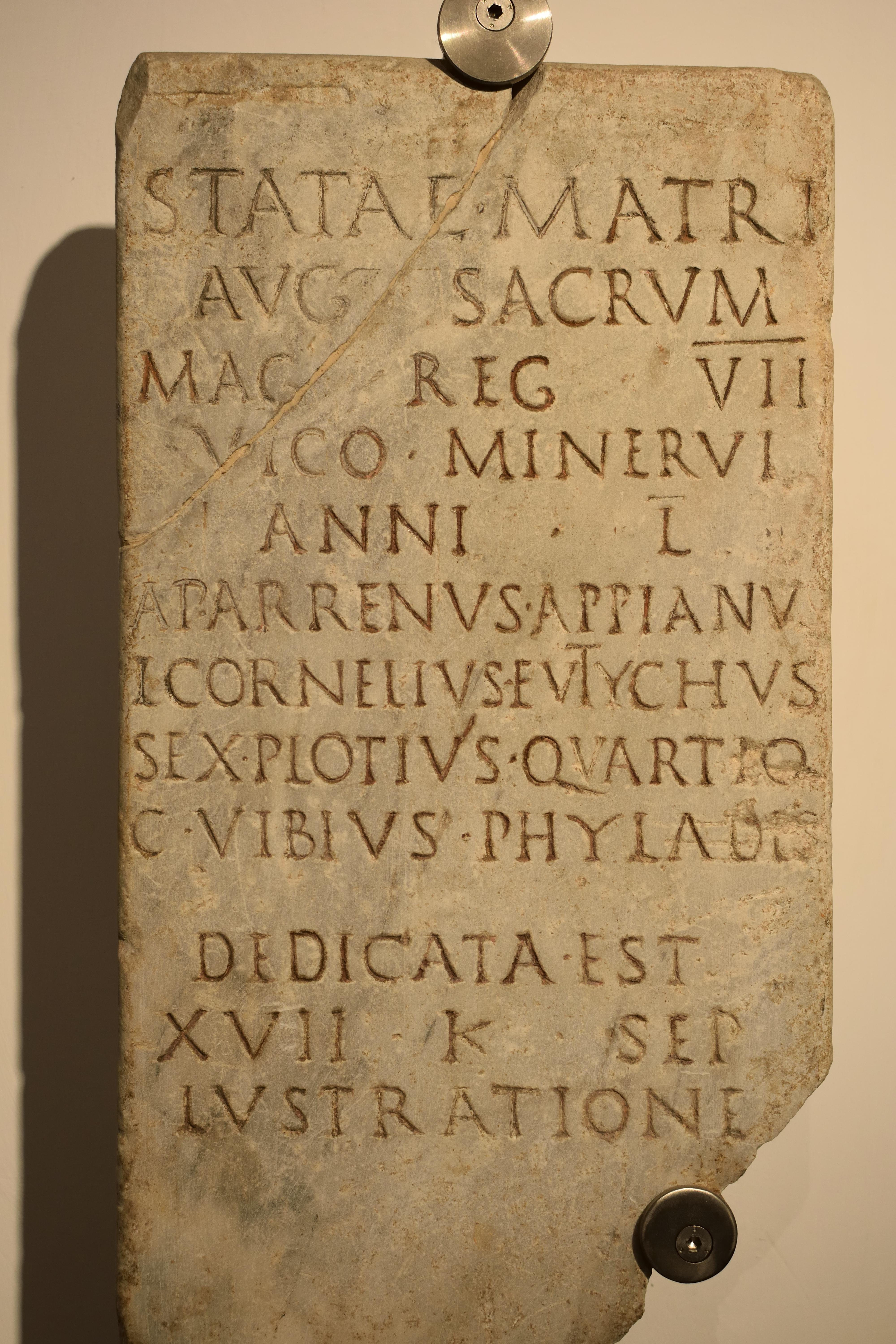
Inschrift einer kleinen Altarbasis, die zu Ehren der Stata Mater Augusta um das Jahr 42/43 in Rom außerhalb der Porta Pinciana von den vici magistri des vicus Minervi errichtet wurde (CIL 6, 766). Der Stadtteil befand sich in der Regio VII.

Stata oder Stata Mater war eine römische Göttin, die in der modernen Forschung als eine der sogenannten „Sondergottheiten“ aufgefasst wird. Als solche wurde sie wohl zu den Indigetes, den nur zu bestimmten Anlässen verehrten Göttern, gezählt.
Stata Mater war eine mit dem Feuer, insbesondere Feuerbrünsten verbundene Gottheit. Sie brachte die Ausdehnung derartiger Feuerbrünste zum Stehen, was in einer Stadt wie Rom mit seinen engen Straßen und den im oberen Bereich vor allem aus Holz errichteten Mietskasernen von großer Bedeutung war. Immer wieder wüteten verheerende Brände in der Stadt und forderten zahlreiche Opfer. 
Laut Sextus Pompeius Festus stand eine Statue der Stata Mater auf dem Forum Romanum, wo sie kultisch verehrt wurde. Nachdem wohl im Jahr 22 v. Chr. von Marcus Egnatius Rufus eine privat finanzierte und von dessen Sklaven gebildete Feuerwehr eingeführt worden war, übertrug Augustus diese Aufgabe bald darauf einer öffentlichen Institution, den vigiles („Wächter“). Verantwortlich für diese städtische Feuerwehr aus öffentlichen Sklaven waren zunächst die vici magistri, die Vorsteher der einzelnen, vicus genannten Stadtviertel Roms.
Im Rahmen dieser Verantwortung wurde den vici magistri der Kult der Stata Mater als mit dem Feuer verbundener Gottheit übertragen und hielt nun in jedem einzelnen der 265 von Augustus festgelegten vici Einzug. Auch als die vigiles 6 n. Chr. militärisch in Kohorten organisiert (cohortes vigilum) und aus Freigelassenen gebildet wurden, die Verantwortung für die vigiles somit den Vicomagistri entzogen und einem praefectus vigilum übertragen wurde, verblieb die Sorge für den Kult der Stata Mater in ihren Händen. Hiervon zeugen zahlreiche Inschriften. Eines dieser Stadtviertel war der auf dem Caelius gelegene vicus Statae Matris, der der Gottheit seinen Namen verdankte. Möglicherweise ist auch der auf der basis Capitolina genannte vicus Statae Siccianae aus der 14. Region Roms mit Stata Mater zu verbinden. Außerhalb Roms lässt sie sich etwa in Sutrium nachweisen, wohin sie sich wohl als Teil des Kaiserkultes unter dem Namen Stata Mater Augusta verbreitete.
Ohne eine weitere Spezifikation vorzunehmen, nennt Cicero die Gottheit in Zusammenhang mit der später Victoria genannten Vica Pota, Iuppiter Stator, Salus, Ops und Victoria. Sie alle vereine, dass der Name etwas bildlich vor Augen stelle. Im Fall der Stata Mater sei dies das Stehen.
Ihre Verbindung zu Vulcanus ist ebenso ungeklärt wie die Frage, ob ihr Fest mit dem anderer Gottheiten aus dem Umfeld auf den 23. August fiel.